# Seznam sekretářů Dikasteria pro biskupy
Seznam sekretářů Kongregace pro biskupy od roku 1710.
- Domenico Riviera (1710–1730)
- Carmine Gori-Merosi (1882–1886)
- Carlo Nocella (1892–1903)
- Gaetano de Lai (1908–1928)
- Carlo Perosi (1928–1930)
- Raffaele Rossi (1930–1948)
- Adeodato Giovanni Piazza (1948–1957)
- Marcello Mimmi (1957–1961)
- Carlo Confalonieri (1961–1965)
- Francesco Carpino (1965–1967)
- Ernesto Civardi (1967–1979)
- Lucas Moreira Neves (1979–1987)
- Giovanni Battista Re (1987–1989)
- Justin Francis Rigali (1989–1994)
- Jorge María Mejía (1994–1998)
- Francesco Monterisi (1998–2009)
- Manuel Monteiro de Castro (2009–2012)
- Lorenzo Baldisseri (11. ledna 2012[1] – 21. září 2013)
- Ilson de Jesus Montanari (od 12. října 2013)